# Henri Le Moal
Henri Le Moal, né à Plozévet le 21 décembre 1912 et mort à Rennes le 30 juillet 2001, était un professeur de chimie, doyen de la Faculté des Sciences de Rennes et recteur de l'Académie de Rennes.

## Enfance et jeunesse
Né le 21 décembre 1912 à Plozévet, Henri Le Moal est orphelin de guerre dès 1914[Quand ?]. Il fait ses études au lycée La Tour d'Auvergne de Quimper et obtient un baccalauréat de mathématiques et de philosophie.
En 1936, il est sélectionné dans l'équipe de France de football qui se rend aux Olympiades populaires de Barcelone, en réaction aux Jeux olympiques de Berlin. Les athlètes sont rapatriés alors que commence la guerre d'Espagne.

## Carrière
Après avoir servi dans l'armée française durant la Seconde guerre mondiale, il reprend ses études de chimie à la Libération et soutient sa thèse à la Faculté des sciences en 1952. Il est nommé maître de conférence[Quand ?], crée le laboratoire de physicochimie structurale[Quand ?] et travaille sur les mesures des constantes d'ionisation des acides.
En 1958, il est élu doyen de la Faculté des sciences de Rennes. Il lance alors le projet de construction du campus de Beaulieu. Le 5 décembre 1960, il est nommé recteur de l'Académie de Rennes. Il est à l'origine de la construction des universités de Rennes 1 et Rennes 2, de celle de Nantes et du campus de Brest.
En 1970, il refuse une mutation dans une autre académie et redevient enseignant à l'université.
Henri Le Moal a également participé à la construction de plusieurs lycées en Bretagne.[précision nécessaire]

## Engagement politique
Impliqué dans le développement économique de sa région, Henri Le Moal est vice-président de la Commission de développement économique régional (CODER) de Bretagne entre 1964 et 1973.
Aux élections législatives de 1973, il est candidat du Mouvement des Radicaux de gauche, soutenu par le PS dans la Septième circonscription du Finistère. Il obtient un peu plus de 20 % des suffrages, et ne participe pas au deuxième tour, qui voit la victoire du candidat de la droite contre un candidat communiste. 
En 1977, Henri Le Moal, président départemental du Mouvement des Radicaux de gauche, soutient la candidature de la liste Union pour la Gauche d'Edmond Hervé à la mairie de Rennes. Doyen du conseil municipal élu, il préside l'assemblée qui élit le nouveau maire, Edmond Hervé - et prononce à l'occasion quelques mots en breton. En tant que 3e adjoint, il est chargé, entre 1977 et 1983, des questions de l'enseignement, des restaurants d'enfants et de la formation professionnelle et continue.
Il témoigne en faveur d'inculpés lors de procès visant le Front de libération de la Bretagne. Bretonnant, il se dit alors en faveur de la prise en compte de celle-ci dans l'enseignement, ainsi qu'à une décentralisation régionale.

## Distinctions et hommages

### Légion d'honneur
Le 3 juin 1961, il reçoit la Légion d'honneur des mains d'Henri Fréville. Henri Le Moal est promu officier de la Légion d'honneur en mai 1983.
En avril 1970, il reçoit la médaille vermeil de la ville de Rennes.

### Lieux portant son nom

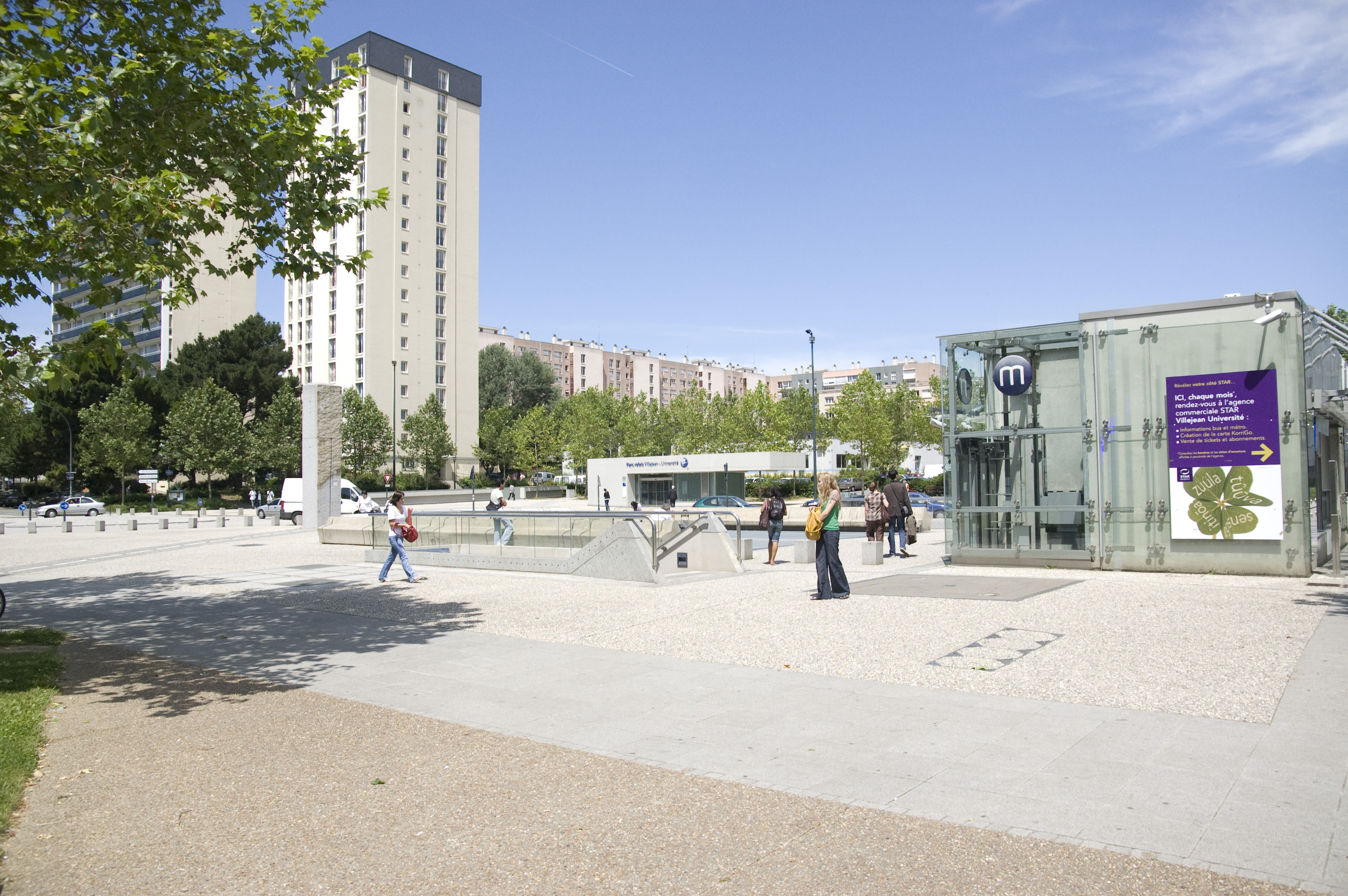
La place du Recteur Henri Le Moal, à proximité immédiate du campus de Villejean.

- Plozévet : le collège public de Plozévet, construit à partir de 1968, porte son nom depuis 1995.
- Rennes : lors de la réalisation de la ligne a du métro de Rennes, une place à proximité immédiate de l'Université de Rennes 2 devient la place du Recteur Henri Le Moal[11].

## Sources